# カルバラーの戦い
カルバラーの戦い（カルバラーのたたかい、英: Battle of Karbala）とは、ヒジュラ暦61年ムハッラム月（第1月）10日（グレゴリウス暦680年10月10日）、現在のイラク・カルバラーにて起きた、ウマイヤ朝第2代カリフヤズィード1世の派遣した軍勢と、第4代正統カリフアリーの次男フサインの軍勢との戦いである。
ヤズィード（とその父ムアーウィヤ）のカリフ位を否認するフサインが、挙兵の為にメッカからクーファへ向かう途上で発生した。この戦いにより、預言者ムハンマドの聖裔家（アフル・アル＝バイト）に連なるアリーの一族のみがカリフに就き得るとする勢力とウマイヤ朝との決裂は決定的となり、シーア派が形成される端緒となった。
ムハンマドの孫のフサインを戦死に追い込んだ事で、ヤズィードはウマイヤ朝全土のムスリムから糾弾された。フサインと同調していたアブドゥッラー・イブン・アッズバイルはシューラー（新たなカリフを選出する会議）の召集を要求。聞き入れられないと見るや、683年にメッカでカリフ就任を宣言し第二次内乱に至る。後に第3代イマームとなるフサインが殉教した戦いとして、シーア派にとっては重大な日であり、毎年ムハッラム月の最初の10日間は追悼の催しが行われる。

## 背景

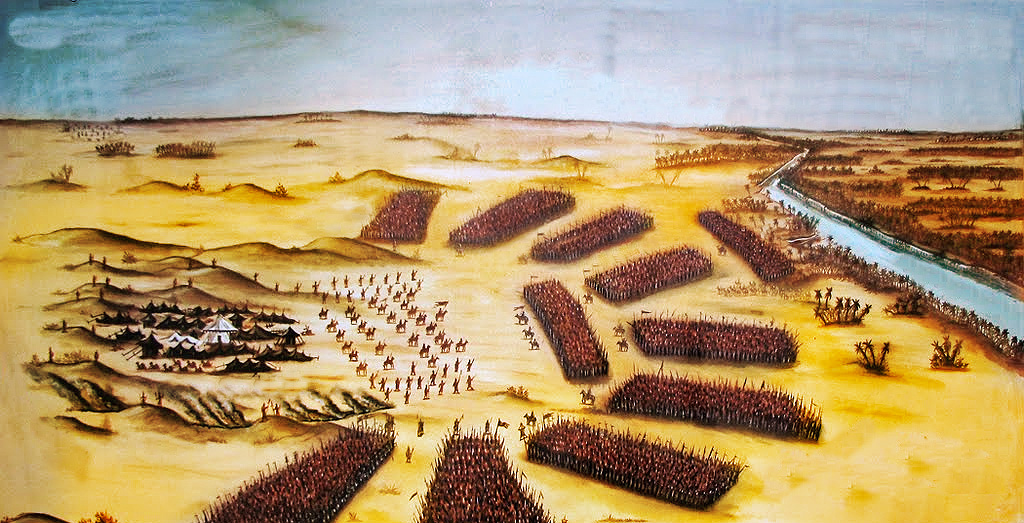
ヤズィード軍団とフサイン軍団の位置。

656年に第3代カリフのウスマーンが暗殺され、第4代カリフにムハンマドの従弟で、ムハンマドの娘のファーティマと結婚したアリーが就任した。これに反対したのが、ウスマーンのはとこでウマイヤ家の出身のムアーウィアだった。ムアーウィアはウスマーンの暗殺をアリー派の仕業とし、血の報復を叫んだ。両者は657年にスッフィーンで衝突する（スッフィーンの戦い）も、膠着し和平協定を結んだ。アリー派のうち、この協定に不満を持った集団がアリー派を抜け独自の勢力となった。この勢力は、「退却した者」を意味するハワーリジュ派と呼ばれることになった。
658年、アリーとハワーリジュ派の戦いが起こる（ナフラワーンの戦い）。この戦いはアリー側が勝利するが、661年1月にアリーはモスクで祈祷中にハワーリジュ派に暗殺された。
アリーが暗殺された後、彼の長男であるハサンがクーファでカリフに選出された。フサインは平和条約に反対し、ヤズィードを皇太子として受け入れるというムアーウィヤの要求を拒否した。
ムアーウィヤの死後、フサインはヤズィードへの忠誠を誓わず、家族とともにメッカに行き4か月滞在した。 クーファの人々（シーア派）はムアーウィヤの死に満足し、フサインに手紙を書き、ヤズィードの支配をもはや容認せず、あなたに忠誠を誓うことを望んでいると述べました。
フサインは調査のためにいとこをそこに送った。それから、クーファの新しい支配者の厳しい統治や買収行為により、シーア派は分断し、ホセイン側勢力のリーダー達は投獄され、調査に来ていたホセインのいとこは処刑されることとなった事によりクーファはパニックに陥る状態になり、ホセインはクーファに入れず孤立した。
フサインは千人規模の軍隊に止めらた。ヤズィード軍の指揮官によりフサインがクーファや他の都市に行くことを許可されなかった。

## 戦いの始まり

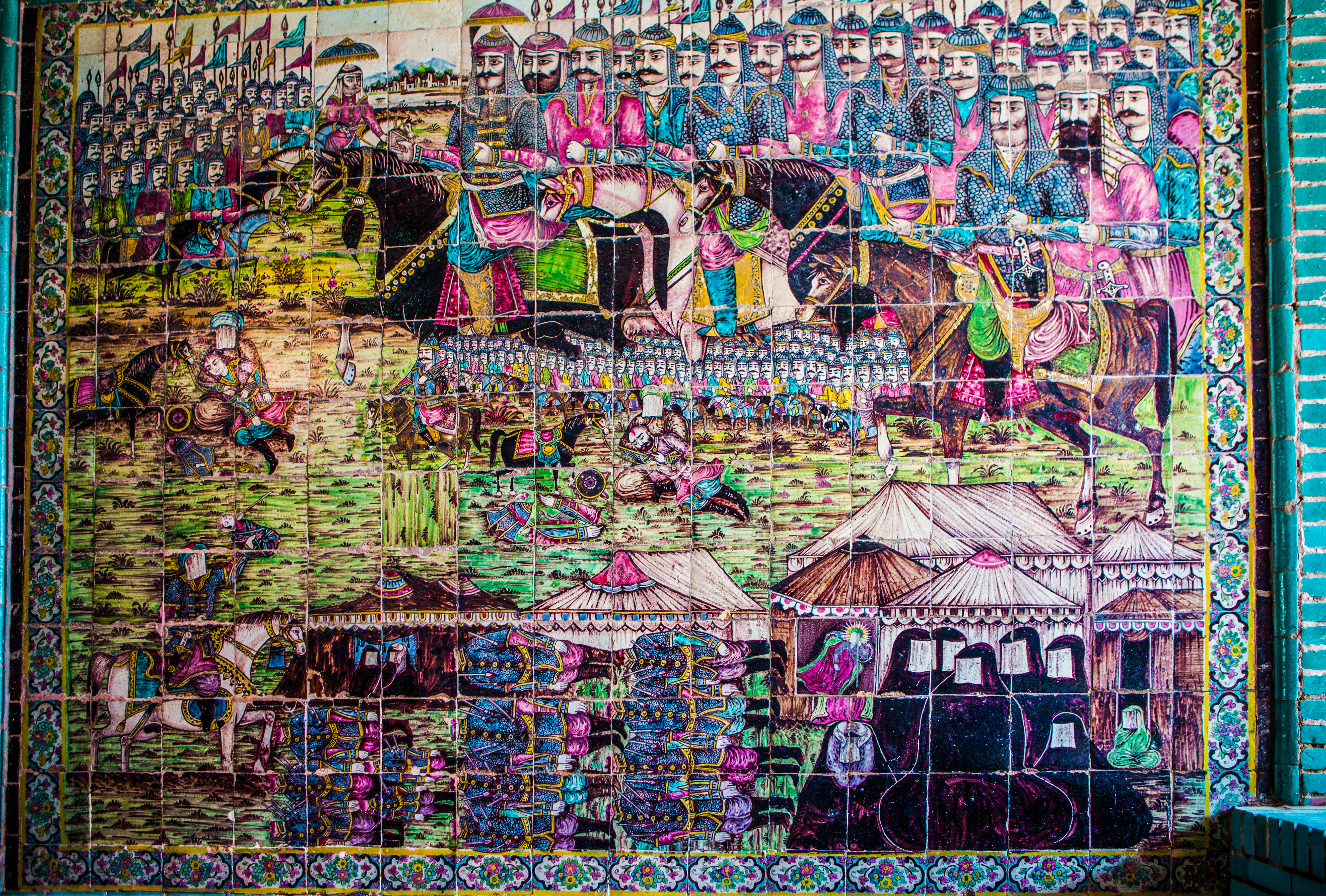
戦場

10日目の朝(アーシューラー)、フサインは同盟国に戦争の準備をさせた。彼はクーファ軍にムハンマドの家族の状況とムハンマドが彼と彼の兄弟ハッサンをパラダイスで最高の若者と呼んだという彼の言葉を思い出させた。それから彼は彼らに彼を殺すことは正しいことであるかどうかについて考えるように頼んだ。それから彼は彼に来るように彼に言った人々を叱責した。彼はイスラムの土地の1つに行く許可を求めました。しかし、彼は再びヤズィードに降伏するように求められました。フサインは決してあきらめないだろうと答えた。 
ほれと彼の息子は非常に感銘を受け、フサインの軍隊に加わった。ほれはクーファの人々を非難した。ほれは最終的に戦場で殺された。ズヘアはクーファの人々にフサインに耳を傾け、少なくとも彼を殺さないように頼んだ。
クーファ軍団が発砲し始めた。彼らは右から攻撃したが、フサイン支持者からの抵抗に直面した後、撃退された。司令官は兵士たちに白兵戦をし、遠くからだけ撃つように命じた。
フサインと彼の仲間は前に出ることができるだけであり、指揮官は彼の軍隊にフサインのテントを四方八方から攻撃するように命じたが、彼らはできなかった。シャマーは女性と子供たちのテントを燃やしたかったが、彼の仲間は彼にそうしないように説得した。 
フサインの支持者たちは一人ずつ戦場に出て殺され、フサインと彼の兄弟アッバスだけが残った。
アッバスは子供たちのために水を汲みに行き、川に来て水入れを満たしましたが、自分で水を飲みませんでした。 テントに戻る途中、彼は500人の狙撃兵に襲われて撃たれた。 彼はフサインの子供たちのために水を持参できなかったことをとても悲しく思いました。 彼は重傷で亡くなりました。

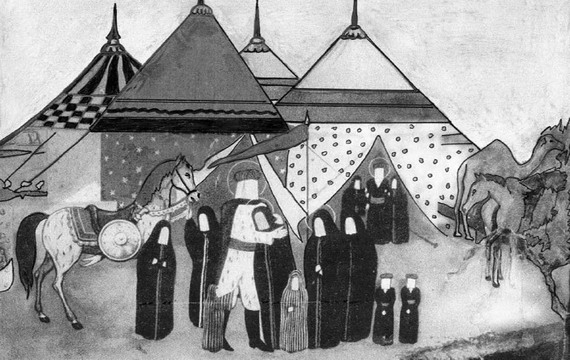
さようならフサインと彼の家族

フサインは彼の戦争のユニフォームを脱いだ。 それから彼は喉が渇いた生後6ヶ月の赤ちゃんアリ・アスガルを手に取り、敵に赤ちゃんのための水を求めました。 しかし、ハルマラは子供の首に矢を放ちました。フサインは子供の血を自分の手にぎ、それを空に振りかけた。
フサインは怪我のひどさのために地面に倒れるまで一人で戦った。 陸軍司令官はフサインの頭を体から外すと言ったが、シャマーがフサインの頭を緊張から解放するまで誰も前に出てこなかった。

## 戦後

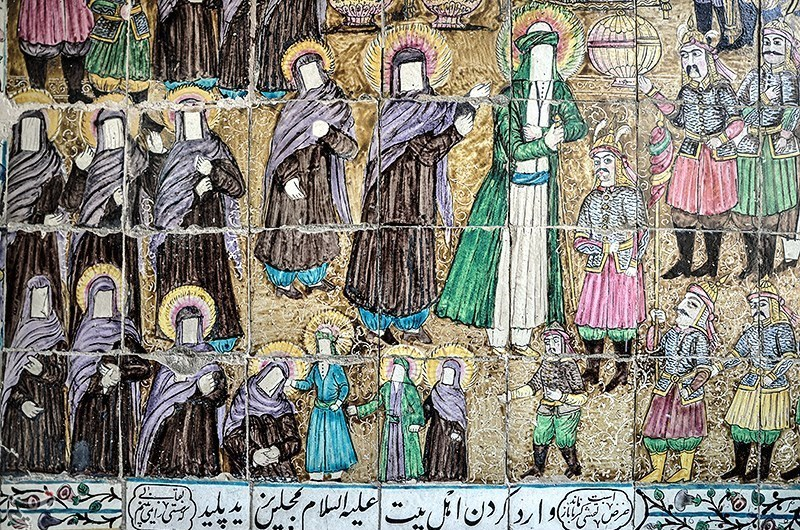
ヤズィード宮殿で

10人が馬に乗ってフサインの死体を攻撃し、フサインに最新の軽蔑を示した。兵士たちはすべてのテントに火を放ち、すべてを略奪しました。シャマーは アリー・ザイヌルアービディーン であを、彼がいたテントで殺したかった。しかし、フサインの妹の努力で、彼は彼女の人生を止め、誰も彼女のテントに入ることを許さなかった。3日後、アサディアンの部族はフサインの頭のない体を他の死者と同じ場所に埋めた。
フサインが殺され、テントが略奪された後、フサインの家族は捕らえられた。
兵士たちは死者の頭を切り落とし、死者の頭を長い槍の上に置き、隊商の前に移動した。キャラバンはカルバラーからクーファに移されました。 そして彼らはクーファからダマスカスに移りました。
彼女のスピーチで、フサインの妹は人々、軍隊、そしてヤズィードに彼らの行動を後悔させた。数年後、人々は殺人者に反抗した。人々はこの事件を今日までの教訓として決して忘れなかった。

## 戦いの影響
この戦いはウマイヤ朝に対する反対を開始した。ウマイヤ朝の支配が破壊されるまで、アッバース革命はこれらの反乱を大いに利用した。イスラム教徒の観点から、フサインの仲間はカルバラで殉教した。
ハウティングは、「苦しみと殉教」のシーア派モデルの例として、カルバラーの戦いを説明している。 シーア派にとって、カルバラ事件は苦しみと抑圧の集大成です。 「カルバラでのフサインの殺害は、シーア派の公的生活における教訓である」とマイケル・フィッシャーは述べた。
イラン革命もまた、これに触発された。イランのイスラム革命の間、ルーホッラー・ホメイニーの支持者は、しばしば「カルバラ。すべての場所はカルバラです。」というフレーズを発し、これはスローガンとして使用される。

## 追悼

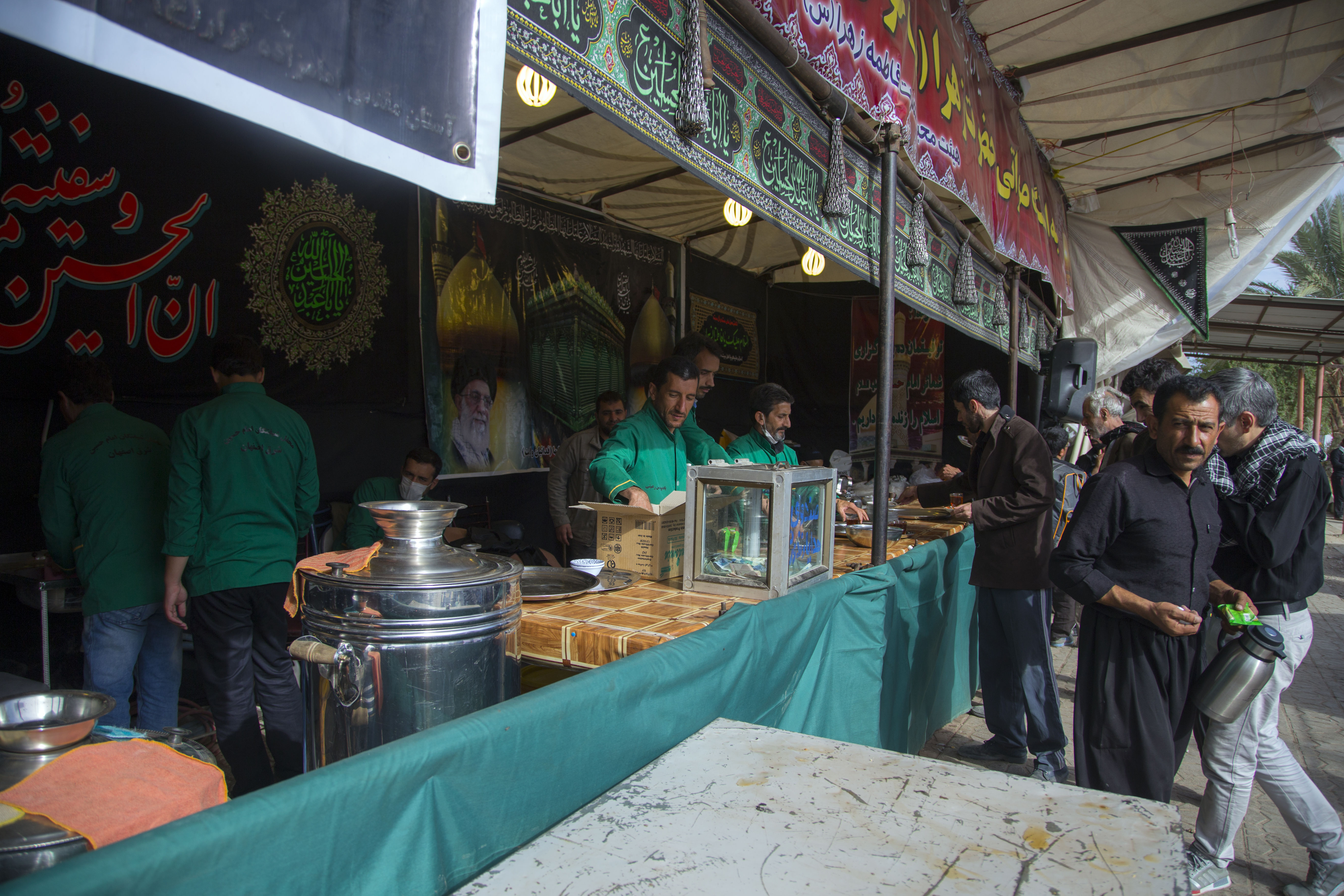
散歩中に、地元の人々は、フサインのための愛のうち旅行者に無料の食事や宿を用意している。

毎年、イスラム教徒と非イスラム教徒が彼を悼む。行進は多くの国で行われるが、最大の行進は毎年11月20日 (アルバイン) にイラクで行われ、1,400万人から3,000万人が参加する。